# U61000

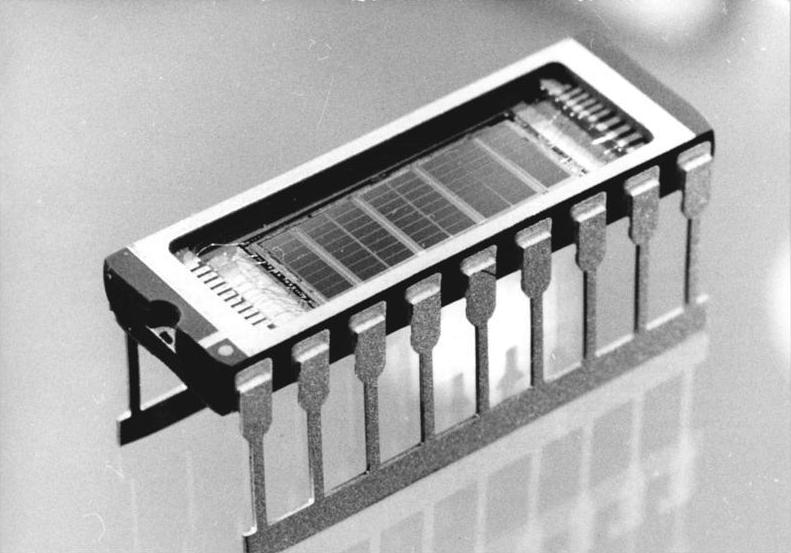
U61000D

L'U61000 è stato il primo microchip DRAM da 1 Mbit prodotto nella Repubblica Democratica Tedesca dal Zentrum Mikroelektronik Dresden nel settembre 1988 basato sulla tecnologia CMOS.
- dimensioni: 12,60 mm × 4,53 mm
- Organizzazione DRAM: 1024k × 1 Bit
- tempo di accesso: 100 ns - 120 ns

Il primo passo nel progetto è stato lo sviluppo del chip, chiamato U61000-1. Dopo che il design e la tecnologia sono stati ottimizzati, è stato creato l'U61000-2.1. La versione finale per la produzione si chiamava U61000-2.2.
In totale ne furono prodotti solo 50.000 esemplari a causa della dissoluzione della Repubblica Democratica Tedesca.
Il microchip è stato utilizzato principalmente su computer Robotron K1820, K1840 ed EC 1835.

## Note

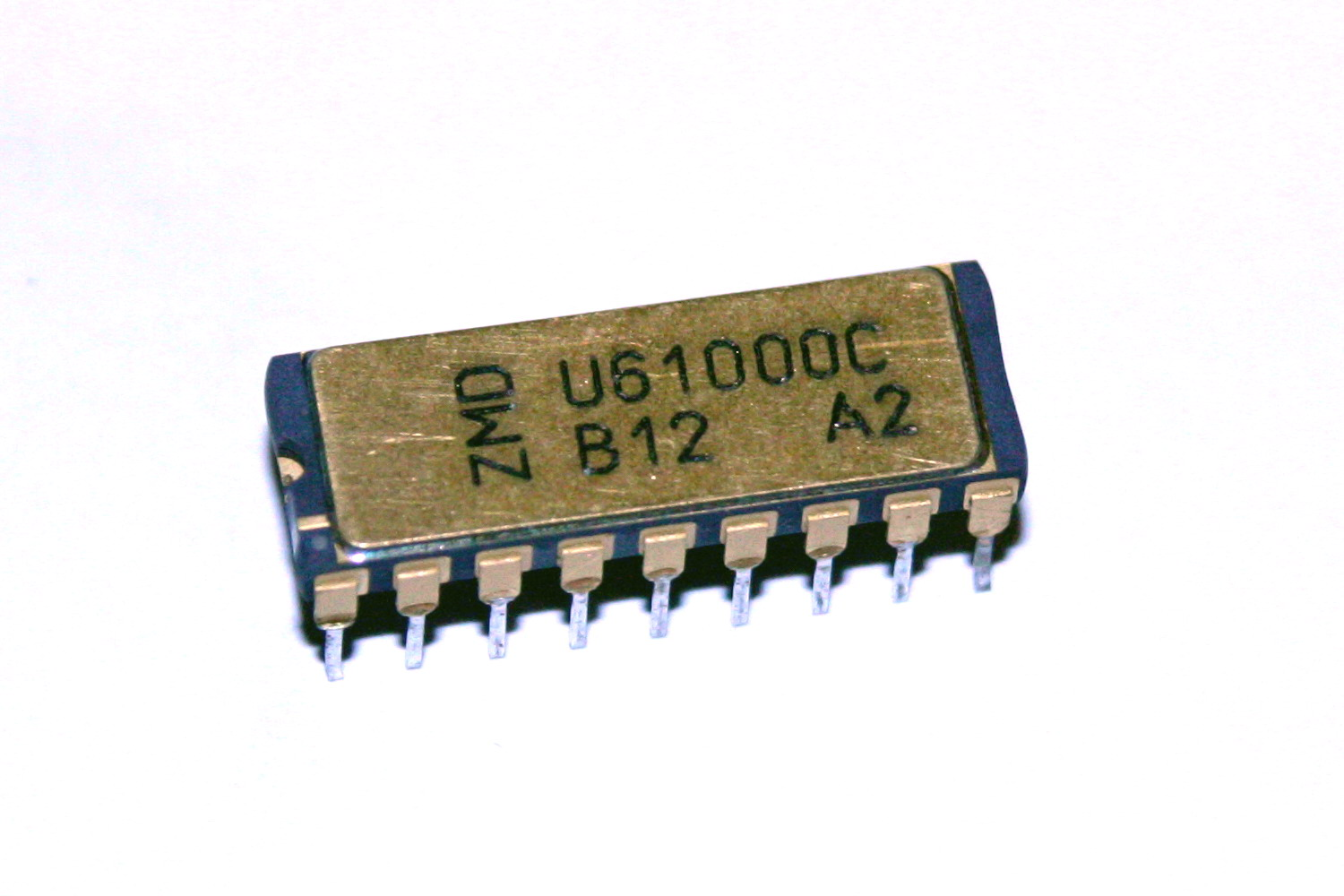
Chip U61000C
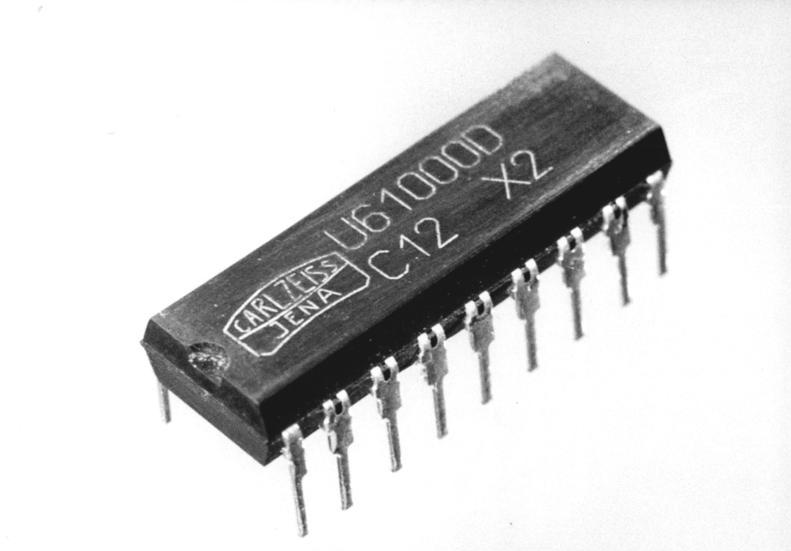
U61000D
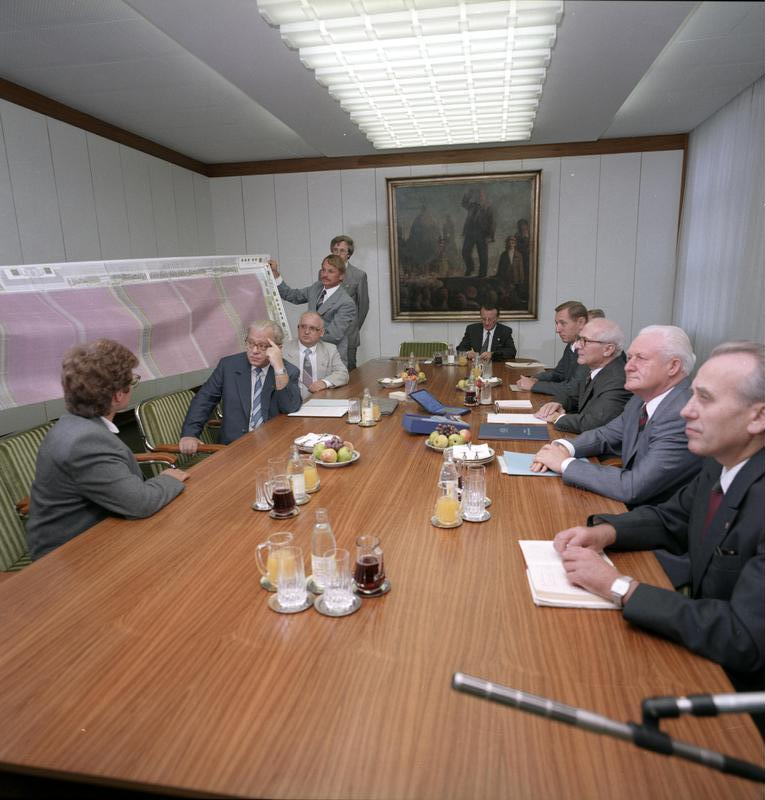
Presentazione del primo chip U61000 al presidente Honecker(1988)